# Bonanada
Bonanada est une sage-femme aragonaise du XIVe siècle.

## Biographie
De confession juive, Bonanada est mentionnée pour la toute première fois par Pierre IV d'Aragon dans une lettre qu'il adresse le 5 octobre 1373 à son fils et héritier, le futur Jean Ier d'Aragon. Le souverain d'Aragon demande dans cette missive que son fils libère Bonanada, accusée d'avoir empoisonné le 16 septembre 1371 Jeanne de France, fille de Philippe VI de Valois et de sa seconde épouse Blanche de Navarre, et fiancée de Jean. Il lui précise d'ailleurs que sa fiancée est décédée à Béziers en se rendant vers Perpignan pour la célébration de leurs noces et lui demande d'expliquer comment Bonanada, alors installée à Valence, aurait pu assassiner Jeanne à Béziers. Il conclut sa lettre de cette façon : « Si cela était vrai, il n'y aurait pas de roi ou de grand seigneur au monde qui ne serait pas mort. »
L'épouse de Pierre IV d'Aragon, Éléonore de Sicile, envoie elle aussi une lettre à leur fils, datée du 6 octobre 1373, dans laquelle elle lui demande que la sage-femme soit acquittée et souligne qu'elle lui accorde sa pleine confiance. Éléonore rappelle par ailleurs à son fils que sa demi-sœur Jeanne, comtesse d'Empúries, est alors enceinte et qu'elle a besoin de l'assistance d'une sage-femme compétente afin d'accoucher dans les meilleures conditions. Finalement, Jean d'Aragon consent à se plier aux injonctions de ses parents, et ordonne la libération et l'acquittement de Bonanada. Cette dernière reprend ensuite ses activités auprès de la famille royale aragonaise et est même envoyée assister Éléonore d'Aragon, l'épouse de Jean Ier de Castille, lors de la naissance de leur fils Ferdinand le 27 novembre 1380.
Pendant le séjour de Bonanada à la cour de Castille, Jean d'Aragon écrit à sa sœur Éléonore afin qu'elle lui envoie la sage-femme, en raison de la grossesse avancée de son épouse Yolande de Bar. Ceci marque le retour en grâce définitif de Bonanada auprès de l'héritier du trône d'Aragon, qui reconnaît dans une lettre du 22 septembre 1380 adressée à son chambellan qu'il a parlé de cette sage-femme à son épouse et qu'il souhaite qu'elle l'assiste. Yolande de Bar aurait elle-même refusé les sages-femmes que sa mère Marie de France lui proposait de lui envoyer : « Vous savez que nous avons maintenant une bonne matrone et bien apte dans son office et, parce conséquent, nous n'avons pas besoin d'une autre. » Bonanada a ainsi fréquemment dû accompagner Yolande de Bar pendant ses voyages.